# Vaguiz Jidiatulin
Vaguiz Nazírovich Jidiatulin (ruso Вагиз Назирович Хидиятуллин, transliteración inglesa Vagiz Khidyatullin; Gubaja, región de Perm, Unión Soviética, 3 de marzo de 1959) es un exfutbolista ruso que jugaba de defensa central y centrocampista defensivo y que vistió la camiseta de la URSS en 58 ocasiones entre los años de 1978 y 1990, durante los cuales anotó 6 goles. También jugó en el equipo olímpico en 6 partidos y anotó 2 goles. Fue uno de los primeros jugadores soviéticos en jugar en un club de Occidente, al fichar por el Toulouse FC en 1988, después de jugar la Eurocopa, donde la URSS llegó a la final contra Holanda. Desde 1995 es el presidente del sindicato de jugadores y entrenadores de Rusia.

## Trayectoria
Su primer club fue el Spartak Moscú, en el que jugó desde 1976 a 1980. Luego fichó por el CSKA Moscú hasta 1983, año en que fue al club Karpaty Liev hasta 1984. En el año 1986 volvió al Spartak Moscú. En el año 1988 fue al Toulouse FC en Francia, club que abandonó al 1990. Posteriormente pasó al Monteban, y de allí fue al Labezh. En 1994 volvió a Rusia para jugar en el FC Dynamo Moscú. Presidió la Unión de Jugadores y Entrenadores de Rusia desde 1995.

## Selección nacional
Ha sido internacional con la Selección de fútbol de URSS desde 1978 a 1990; ha jugado 58 partidos y ha marcado 6 goles. En el equipo olímpico ha jugado 6 partidos y marcado 2 goles.

### Participaciones en Copas del Mundo
| Mundial                        | Sede | Resultado                 |
| ------------------------------ | ---- | ------------------------- |
| Copa Mundial de Fútbol de 1982 | URSS | Primera fase; 8° de final |
| Copa Mundial de Fútbol de 1990 | URSS | Primera fase;             |

## Clubes
| Club            | País    | Año  |
| --------------- | ------- | ---- |
| Spartak Moscú   | URSS    | 1976 |
| CSKA Moscú      | URSS    | 1981 |
| Karpaty Liev    | URSS    | 1984 |
| Toulouse        | Francia | 1988 |
| Monteban        | Francia | 1990 |
| Labezh          | Francia | 1993 |
| FC Dynamo Moscú | Rusia   | 1994 |

## Palmarés

### Campeonatos nacionales
| Título                 | Club            | País  | Año       |
| ---------------------- | --------------- | ----- | --------- |
| Campeón de la URSS     | Spartak Moscú   | URSS  | 1979      |
| Campeón de la URSS     | Spartak Moscú   | URSS  | 1987      |
| Liga Rusa (la primera) | Spartak Moscú   | Rusia | 1994      |
| Copa de Rusia          | FC Dynamo Moscú | Rusia | 1994/1995 |

### Copas internacionales
| Título                               | Club | País   | Año  |
| ------------------------------------ | ---- | ------ | ---- |
| Juegos Olímpicos de 1980 (3° puesto) | URSS |        | 1980 |
| Copa del Mundo 1982 (Segunda ronda)  | URSS | España | 1982 |
| Campeonato de Europa                 | URSS |        | 1988 |
| Copa del mundo 1990                  | URSS | Italia | 1990 |
| Campeón de Europa Junior             | URSS |        | 1976 |
| Campeón del Mundo Junior             | URSS |        | 1977 |

(*) Incluyendo la selección

### Distinciones individuales
| Distinción                                  | Año  |
| ------------------------------------------- | ---- |
| Premio de plata de la URSS (Spartak Moscú)  | 1980 |
| Premio de Bronce de la URSS (Spartak Moscú) | 1986 |
| Premio de Plata de la URSS (Dinamo Moscú)   | 1994 |
| Premio de Bronce en los Juegos Olímpicos    | 1980 |
| Premio de Plata en el Campeonato Europeo    | 1988 |